# Koupéla
Koupéla es una ciudad de la provincia de Kouritenga, en la región Centro-Este, Burkina Faso. A 9 de diciembre de 2006 tenía una población censada de 28 151 habitantes.
Se encuentra ubicada cerca del río Volta Blanco y de la frontera con Ghana y Togo.